# Siège du château de Tanabe
Le siège du château de Tanabe de 1600 est l'une parmi un certain nombre de batailles qui ont lieu en parallèle à la série plus influente de batailles connues sous le nom campagne de Sekigahara qui conduit à l'unification du Japon sous Tokugawa Ieyasu.
Le château de Tanabe est occupé par Hosokawa Tadaoki, un érudit respecté loyal aux Tokugawa, et son épouse Numata Jakō. Il est dit qu'en raison du respect qu'elle éprouve pour Hosokawa, l'armée assiégeante est un peu plus lente et moins efficace qu'elle le serait en d'autres circonstances et qu'à la fin, la bataille sert à retenir ces contingents de l'armée de l'ouest (anti-Tokugawa), les empêchant d'être présent à Sekigahara. 

## Source de la traduction
- (en) Cet article est partiellement ou en totalité issu de l’article de Wikipédia en anglais intitulé « Siege of Tanabe » (voir la liste des auteurs).